# Nusplingen
Nusplingen is een plaats in de Duitse deelstaat Baden-Württemberg, en maakt deel uit van het Zollernalbkreis.
Nusplingen telt 1.852 inwoners.
De gemeente maakt deel uit van de zogenaamde Vereinbarte Verwaltungsgemeinschaft Meßstetten, waartoe ook de stad Meßstetten (zgn. erfüllende Gemeinde) en de gemeente Obernheim, op het kaartje in het kader afwijkend gekleurd, behoren. Een dergelijke samenwerkingsovereenkomst (VVG), die typisch is voor de deelstaat Baden-Württemberg, houdt in, dat de erfüllende Gemeinde, i.c. Meßstetten, een aantal taken uitvoert voor, of overneemt van de andere gemeenten in de VVG.

## Geografie
Tot de gemeente behoren ook de plaatsjes Heidenstadt, Harthöfe en Dietstaig, met elk enige honderden inwoners.
Nusplingen ligt in het zuidwesten van de Schwäbische Alb, bij een gedeelte van dit gebergte met de naam Großer Heuberg, in het dal van een riviertje met de naam Bära. Ten westen van Nusplingen ligt de heuvel Westenberg, waar de hierna beschreven geologische vondsten zijn gedaan.
De gemeente is vrij afgelegen. Nusplingen ligt ongeveer in het midden van een ruit, met aan de westelijke punt de stad Rottweil, aan de oostpunt de stad Sigmaringen, aan de noordpunt Balingen, en aan de zuidpunt de steden Neuhausen ob Eck en Tuttlingen.
Hoofdwegen liggen alle op ten minste ongeveer 15 km van de gemeente verwijderd; de Autobahn A81 ten zuiden en westen van Rottweil is de naastbij gelegen autosnelweg (meer dan 30 km ten westen van Nusplingen). Openbaar vervoer is beperkt tot enige, nagenoeg alleen op werkdagen in de spitsuren rijdende, busdiensten.

## Geologie
In de geologische periode Jura, meer bepaald: Malm, ongeveer 150 miljoen jaar geleden, lag hier een ondiepe, zuurstofarme, tropische zee of een lagune. Daarin zetten zich fijne kalklagen af, zogenaamde Weiße Jura. Als er een dier in het water viel, stierf en door de kalklaag bedekt raakte, werd het kadaver minder snel en minder vèrgaand afgebroken dan elders. Dat levert  paleontologen, die dit materiaal onderzoeken, de mogelijkheid op, meer dan elders relatief interessantere fossielen te vinden. In deze afzettingen zijn vanaf 1993 door wetenschappers van diverse disciplines onderzoeken verricht, in samenwerking met het Staatliche Museum für Naturkunde Stuttgart. Resten van squatinae (engelhaaien), ammonieten, reuzenlibellen, en van Pterosauriërs en andere kleine dinosauriërs zijn veelvuldig aangetroffen. Ook zijn fossiele kwastvinnige vissen ontdekt.
Het opgravingsgebied Nusplinger Plattenkalk is een wetenschappelijk belangrijk geotoop binnen het Schwäbische Alb UNESCO Global Geopark en geniet derhalve juridisch internationale monumentenbescherming.

## Afbeeldingen

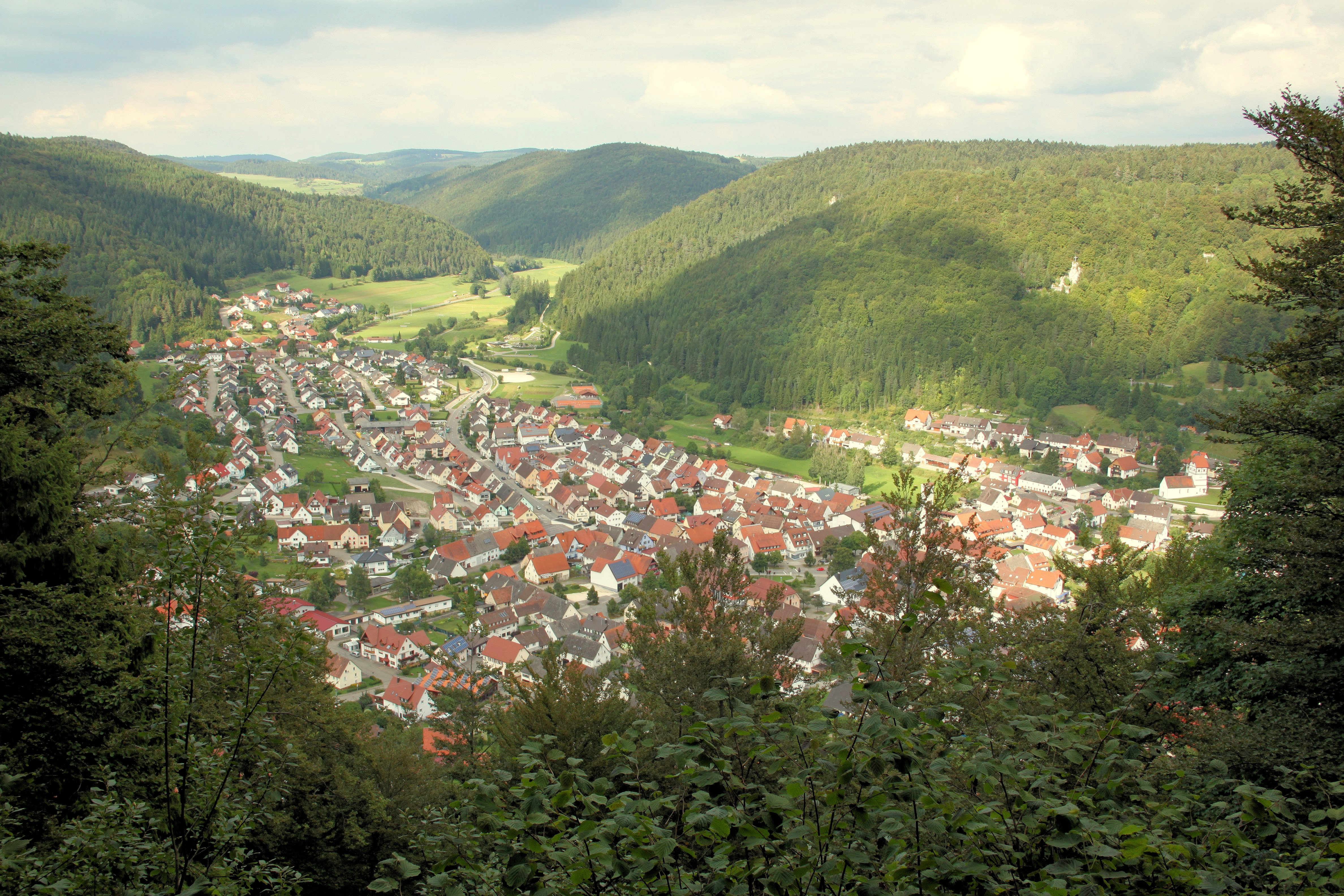
Nusplingen
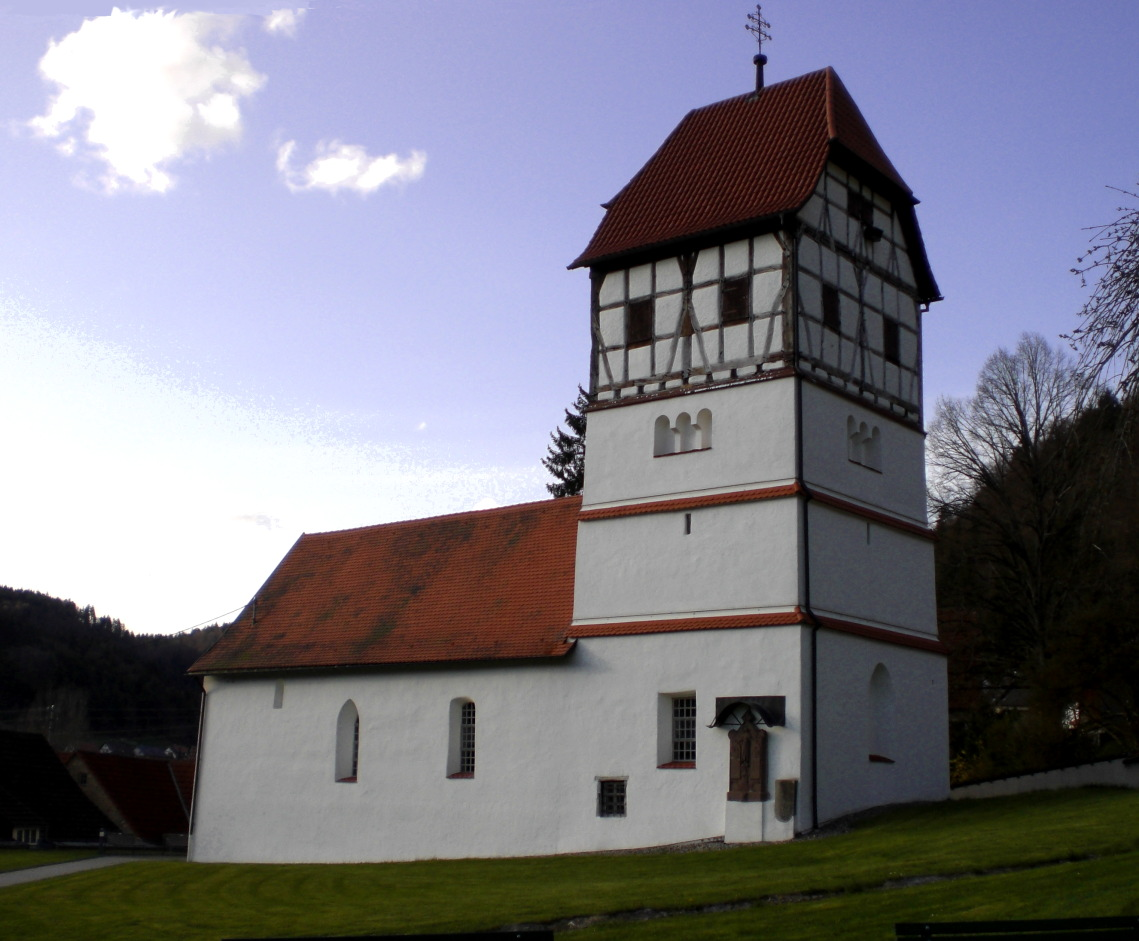
Begraafplaatskerk van St Petrus en St Paulus
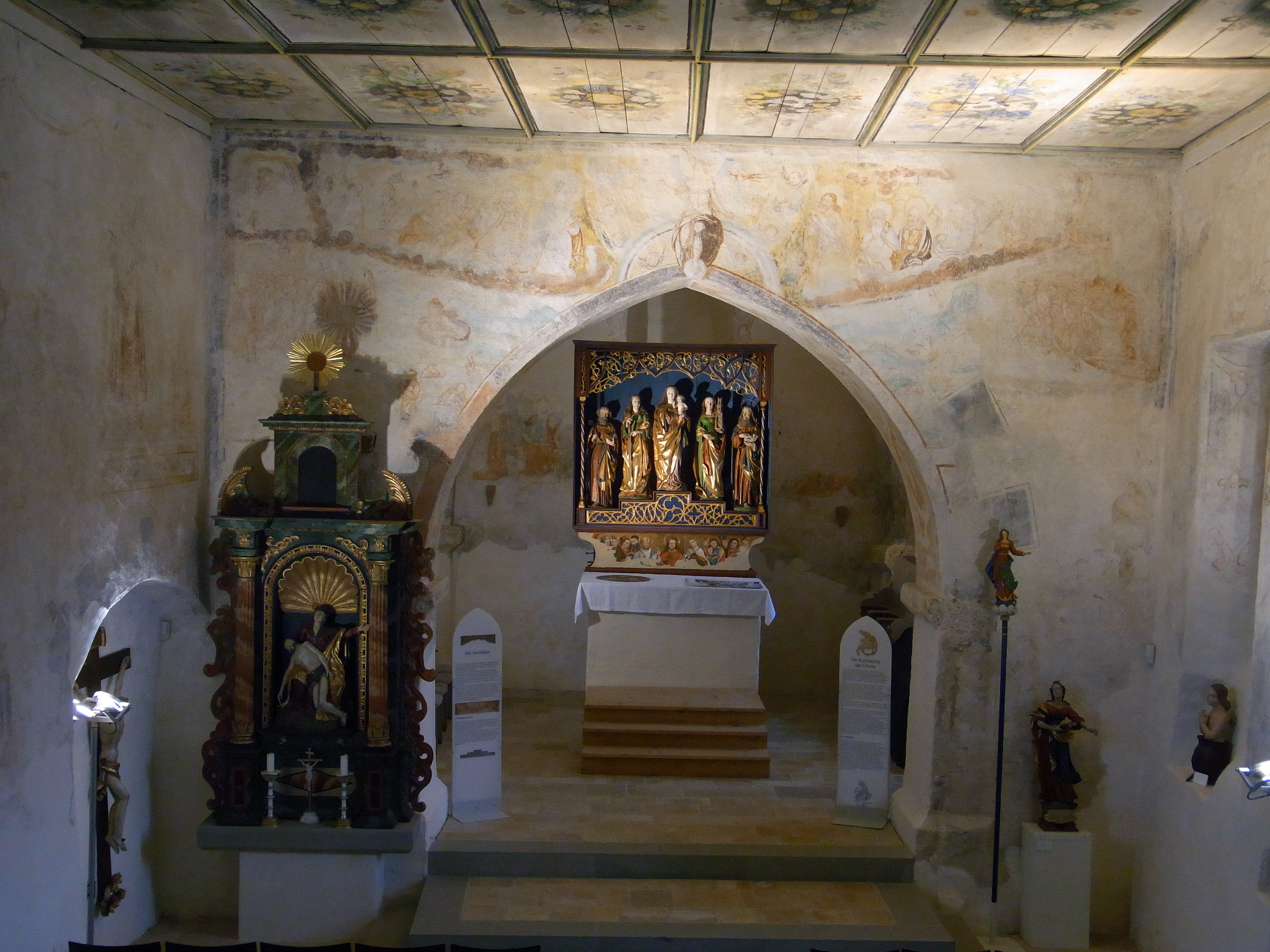
Interieur van dit kerkje
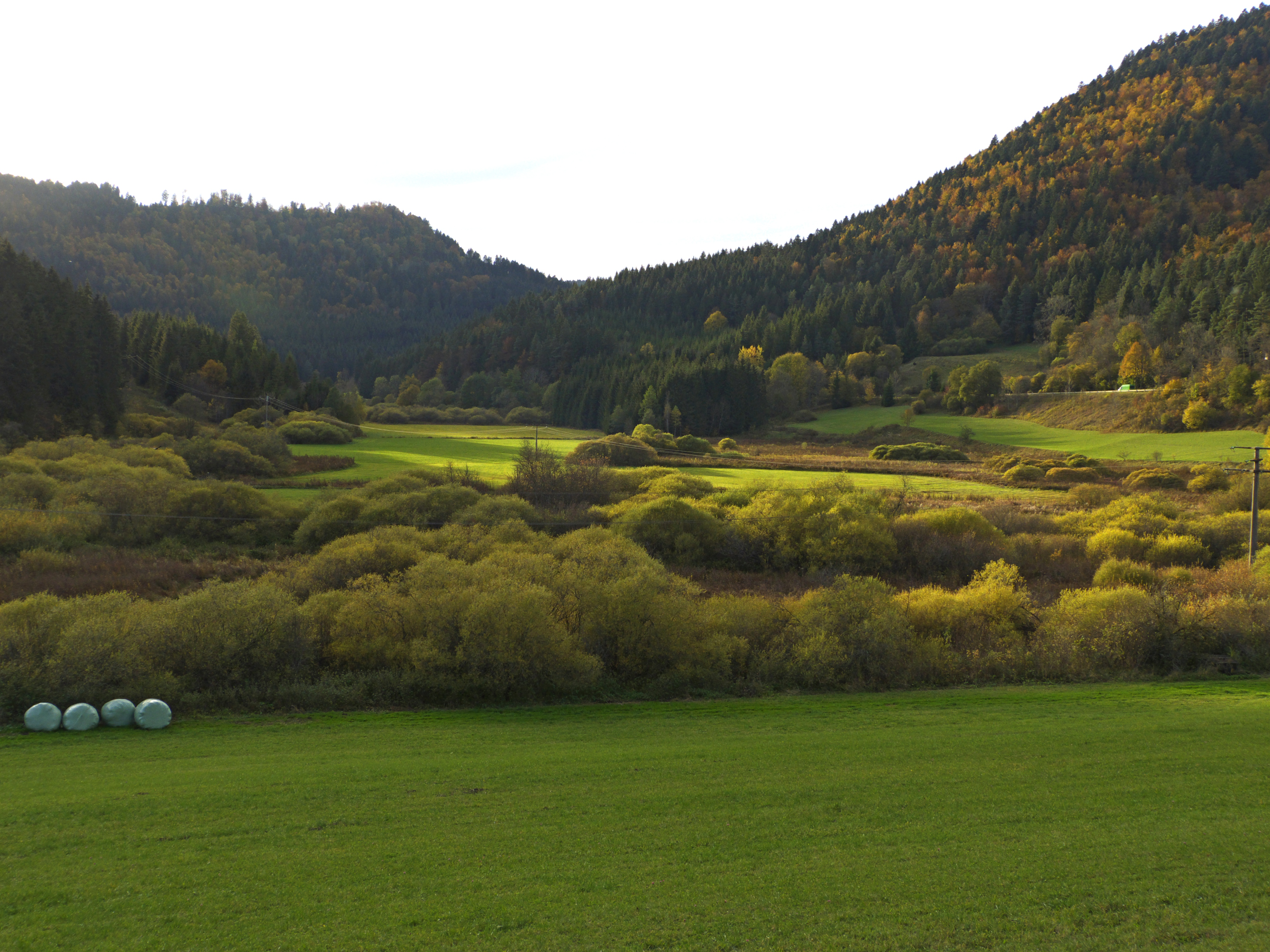
Landschap in het Bära-dal ten zuiden van Nusplingen
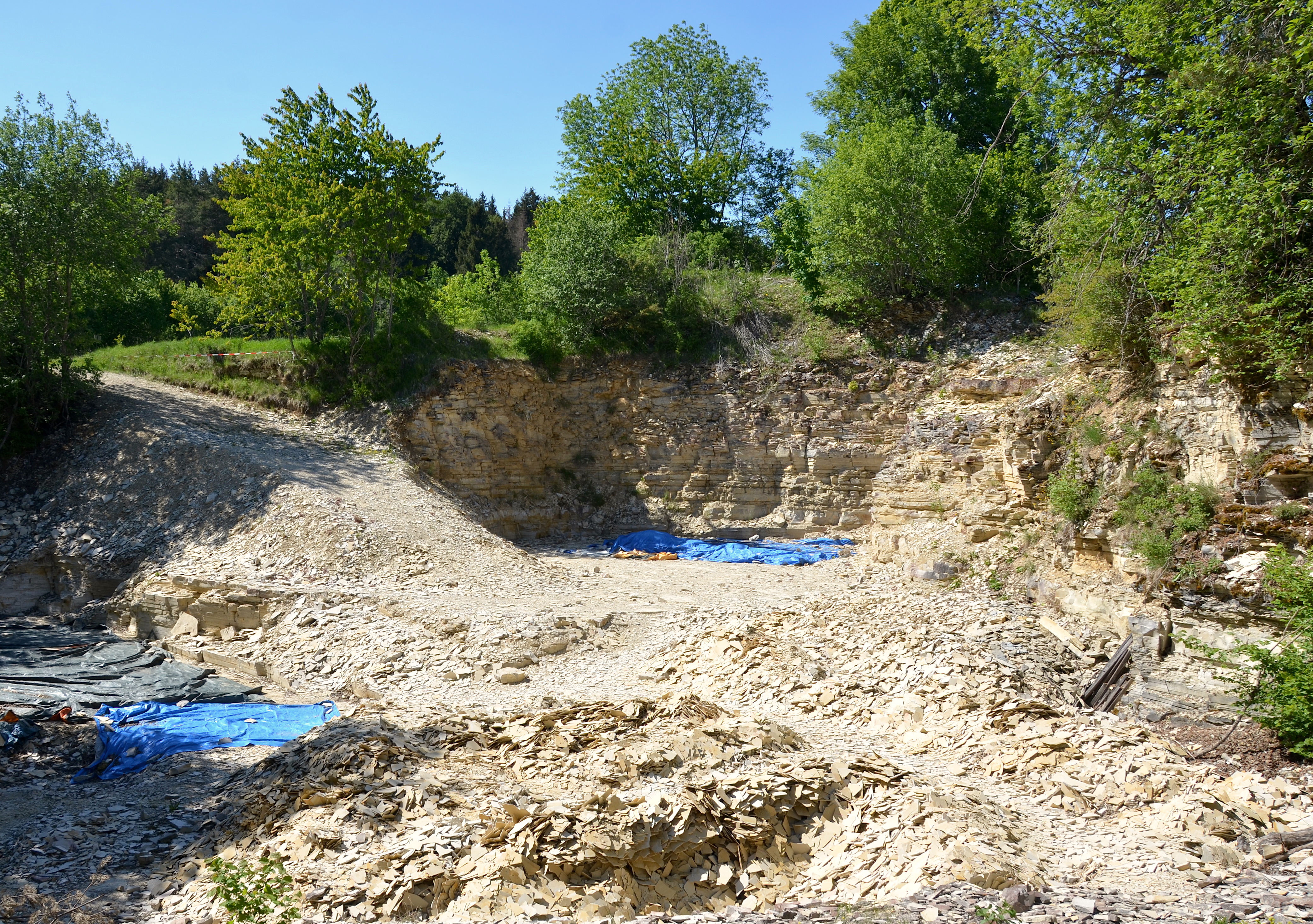
Kalksteengroeve voor geologisch onderzoek bij Nusplingen
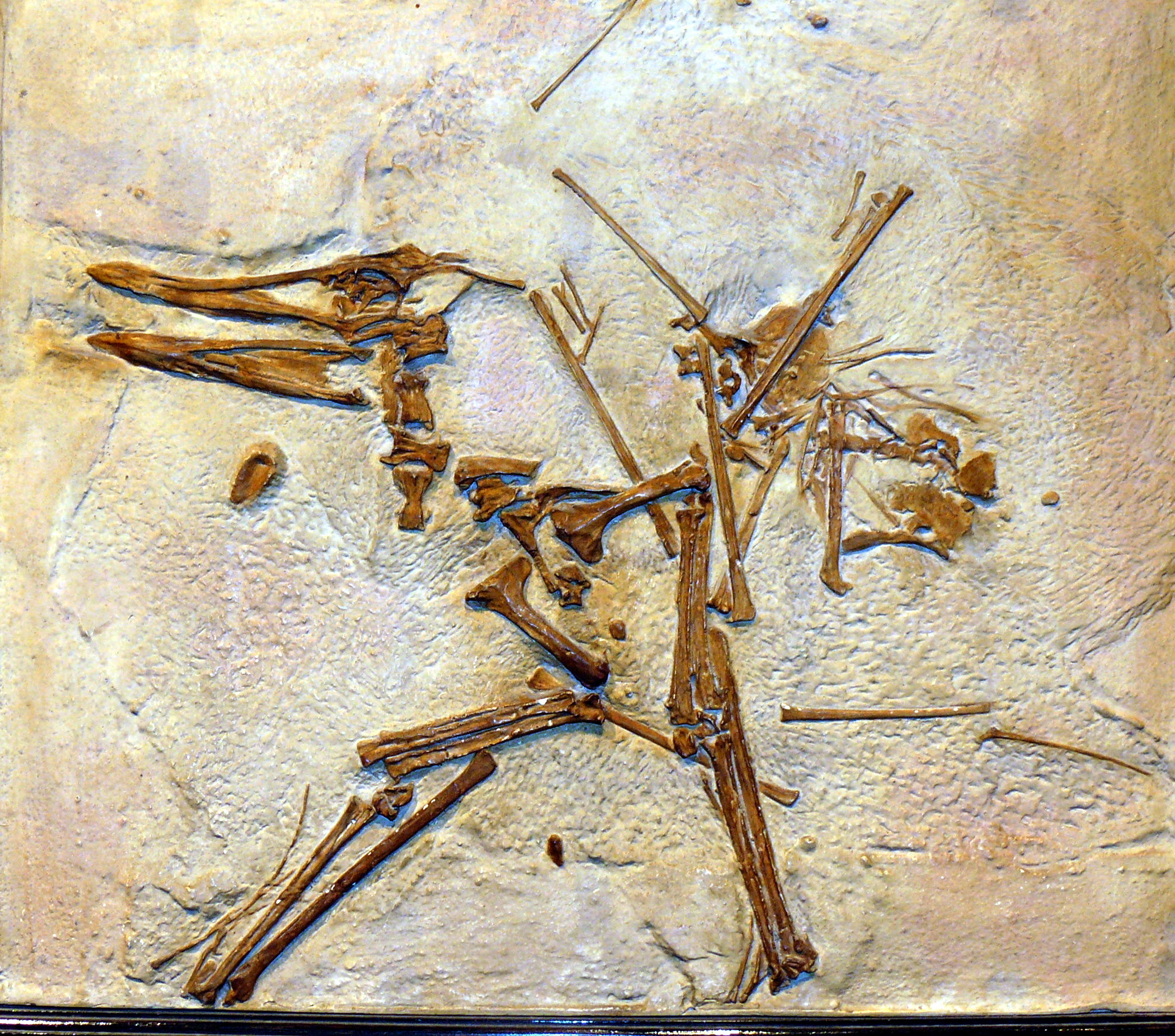
Fossiel van de Cycnorhamphus suevicus, een pterosauriër

## Geschiedenis
Nusplingen bestond reeds in de 7e eeuw. Van 1334 tot in de 18e eeuw had het plaatsje stadsrechten. Het werd door steeds wisselende lokale ridders of baronnen bestuurd, en lag in een politiek instabiel gebied. Nusplingen werd van de 14e tot en met de 18e eeuw door vele rampen getroffen, waaronder oorlogsgeweld in de Dertigjarige Oorlog (1618-1648; met name in 1633 door toedoen van Zweedse soldaten) en vele grote, soms aangestoken, branden.
De Reformatie van de 16e eeuw kreeg geen grip op de plaats; tot op de huidige dag is de overgrote meerderheid van de christenen in het plaatsje rooms-katholiek. Nusplingen was steeds een arm agrarisch gebied; enige verlichting van de armoede werd in de 18e en 19e eeuw bereikt door huisnijverheid in textielbewerking (souterrain-weverij). Tot op de huidige dag ontbreken grote bedrijven. Middelen van bestaan zijn sinds de late 20e eeuw met name het toerisme, lokaal midden- en kleinbedrijf en nog enige land- en bosbouw.

## Varia
Nusplingen onderhoudt een jumelage met de stad Ujazd in Polen.

## Bezienswaardigheden, toerisme
- De rooms-katholieke St.-Petrus- en Paulus-Begraafplaatskerk is rond 1250 gebouwd op de restanten van een ouder, wellicht zevende-eeuws kerkje. De bovenkant van de toren is een opvallend vakwerkhuisje. In het gebouw bevinden zich historisch belangrijke plafondschilderingen. Bezichtiging is van april-oktober op zondagmiddag mogelijk.
- Het natuurschoon van de Schwäbische Alb in de omgeving noodt tot, ook meerdaagse, wandel- of fietstochten, en in de winter, langlaufen op ski's. Via de website van de gemeente zijn routes te downloaden.
- Geologische wandelroute met informatiepanelen langs het gebied, waar de opgravingen uit het Jura-tijdperk plaatsvinden; er is een, vooral voor kinderen ingericht, apart terrein, waar bezoeker(tje)s zelf mogen proberen, met hamer en beitel fossielen uit de kalksteen te hakken. Elders is zelf fossielen zoeken of uitgraven zonder speciale vergunning streng verboden!